# Annie Lacroix-Riz
Pour les articles homonymes, voir Lacroix et Riz.
 (décembre 2024).
Annie Lacroix-Riz (/ani lakʁwa.ʁis/), née Riz en 1947, est une historienne marxiste française.
Ancienne élève de l'École normale supérieure de jeunes filles, élève de Pierre Vilar, elle est professeur émérite d'histoire contemporaine à l'université Paris VII - Denis Diderot. Ses travaux portent sur l'histoire politique, économique et sociale de la Troisième République et du régime de Vichy, sur la collaboration pendant la Seconde Guerre mondiale, sur les relations entre le Vatican et l'Allemagne nazie, ainsi que sur la stratégie des élites politiques et économiques françaises avant et après le conflit mondial. Elle s'est également intéressée au Plan Marshall et aux origines de l'Union européenne. 
En tant qu'enseignante, elle émet des critiques sur l'état de l'historiographie en France. 
Ses publications sur les années 1930 et sur la période 1939-1945, au sujet notamment de l'influence des grands intérêts financiers et industriels, ont suscité des lectures critiques contrastées. L'ampleur de sa documentation et son recours systématique aux archives sont relevés. En revanche, plusieurs historiens contemporanéistes remettent en cause sa méthodologie historique en lui reprochant d'appliquer une grille de lecture qui subordonne la déduction à ses convictions idéologiques, notamment son parti pris anticapitaliste, sa négation du caractère intentionnel de l’Holodomor et sa croyance en la théorie du complot de la « Synarchie ».
Avec d’autres enseignants, elle est membre fondatrice en 2004 du mouvement Pôle de renaissance communiste en France (PRCF) d'obédience marxiste-léniniste.

## Biographie
Annie Lacroix-Riz est née dans le département de la Seine. Ses parents sont français d'origine juive polonaise et lithuanienne ; plusieurs membres de sa famille ont été déportés ou sont morts dans des camps de concentration (Auschwitz),. De 1967 à 1971, elle étudie à l'École normale supérieure de jeunes filles (ENSJF) et suit également des études d'histoire à l'université Paris I. En 1970, elle devient agrégée d'histoire. De 1970 à 1972, elle est chargée de cours aux universités de Paris I et de Paris VII puis, de 1972 à 1984, est professeur d'histoire-géographie au lycée Auguste-Renoir d’Asnières-sur-Seine.
Elle soutient une thèse d'État (commencée avec Pierre Vilar) sous la direction de Jean Bouvier et devient docteur-ès-Lettres en 1981. De 1983 à 1984, elle est chargée de cours d’agrégation à l'ENSJF. Entre janvier 1985 et septembre 1997, elle est professeur d’histoire contemporaine à l’université de Toulouse II-Le Mirail, puis, de 1997 à 2010, à l’université Paris VII. Devenue professeur émérite  à l'Université Paris-Cité, elle continue depuis lors ses activités de chercheuse.

## Travaux

### Premiers travaux
Ses deux premiers ouvrages publiés, issus de sa thèse de doctorat intitulée CGT et revendications ouvrières face à l'État, de la Libération aux débuts du Plan Marshall (septembre 1944-décembre 1947) - Deux stratégies de la Reconstruction, étudient le processus d'intégration de l'État français dans la zone d’influence américaine entre la Libération et le lancement du Plan Marshall à travers les luttes revendicatives des syndicats, les négociations et les rapports conflictuels au sujet des modalités de la reconstruction de la France.
 
Le premier  La CGT de la Libération à la scission (1944-1947) insiste sur les aspects intérieurs de la Reconstruction.
 
Le second, Le Choix de Marianne : les relations franco-américaines de 1944 à 1948 mène l'étude jusqu'à la première étape du plan Marshall ou  « aide intérimaire » de 1948 .
Les lectures critiques de François Roth et Pierre Mélandri soulignent l'énorme travail de recherche. Pour ce dernier, l'ouvrage a le mérite de s'appuyer sur les archives diplomatiques françaises, qui rappellent notamment la façon dont les États-Unis considèrent la France, non sans méfiance par rapport à l'influence communiste dans le pays. Selon Mélandri, « le livre éclaire de façon incisive, la nature, souvent très dure, des négociations financières [...] quand les Français cherchent précisément, avec un succès mitigé, à assurer un large soutien de Washington à leur programme de reconstruction et de modernisation ». Les deux commentateurs divergent quant aux thèses défendues estimant tous deux que le parti pris et les conclusions de l'auteure leur semblent à nuancer.
L'historien américain d'origine allemande Fritz Stern estime, en 1986 dans la revue Foreign Affairs (subventionnée par la Fondation Rockefeller), que l'analyse des relations franco-américaines de la Libération au plan Marshall, ayant pour thème les États-Unis contraignant la France à la soumission et favorisant systématiquement les intérêts allemands par rapport aux intérêts français, donne une image trop sévère de « l'impérialisme » américain. Comme les deux précédents critiques, il regrette que l'éditeur n'ait pas jugé utile de reporter les notes et sources d'archives figurant dans la thèse. Il estime néanmoins qu'un nouveau regard sur les relations politico-économiques à cette époque pourrait être utile.
L'universitaire et journaliste Bernard Cassen voit dans le livre une « réécriture de l'histoire d'une période décisive pour la France », ainsi que « la chronique d'une aliénation — l'atlantisme ».
Ces travaux sont complétés par l'exploration du rôle du syndicaliste américain Irving Brown, un des dirigeants de la Fédération américaine du travail (American Federation of Labor ou AFL) en France ; l'auteure y souligne l'alliance tactique de l'AFL au service de la politique de Non Communist Left de Washington pour « rendre définitive la rupture politique de la gauche qui consacrait la restauration des classes dirigeantes françaises ».
Entre-temps, Annie Lacroix-Riz réalise une étude intitulée Un ministre communiste face à la question des salaires: l'action d'Ambroise Croizat de novembre 1945 à mai 1947, consacrée aux luttes de ce ministre du travail pour le développement de la protection sociale en France, dans laquelle, elle confirme son statut de ministre « sous tutelle » à partir de l'automne 1946.
Puis dans un ouvrage intitulé Les protectorats d'Afrique du Nord entre la France et Washington, du débarquement à l'indépendance, Maroc et Tunisie, 1942-1956, l'auteure, selon l'historienne Denise Bouche, met en lumière les dynamiques complexes des relations franco-américaines et leur impact sur le processus de décolonisation en Afrique du Nord rappelant au passage l'intérêt ancien des États-Unis pour la doctrine de la Porte ouverte.
L'ouvrage intitulé L'Économie suédoise entre l'Est et l'Ouest 1944-1949 analyse « comment la Suède, que sa neutralité avait enrichie pendant la Seconde Guerre mondiale, fut contrainte, par les […] pressions américaines, d'adhérer à un plan Marshall dont, selon l'auteure, elle pouvait fort bien se passer »,. Hubert Bonin confirme la qualité d'une « démonstration [faite] avec maestria », « mobilisant la moindre bribe d'archive » « complétée par la riche correspondance envoyée au Quai d'Orsay » pour restituer avec précision les systèmes de relation bilatéraux.

### Histoire de la collaboration et de l'épuration
Dans les années 1980, elle oriente ses travaux sur les relations internationales dans la première moitié du XXe siècle, de la guerre de 1914-1918 à la guerre froide. 

#### La Collaboration en France

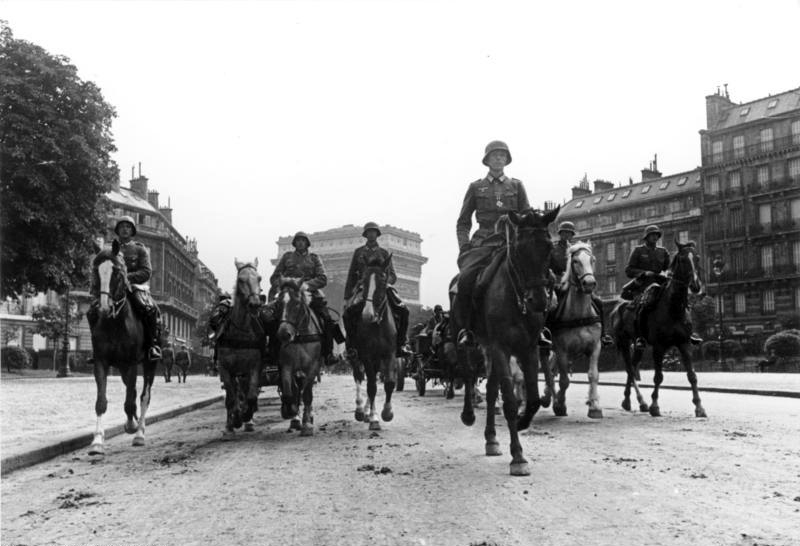
Défilé des troupes allemandes en juin 1940, avenue Foch (Paris), après la défaite française. (Archives fédérales d'Allemagne).

En 1983, dans le cadre d'une recherche sur les nationalisations d'après-guerre, elle commence à travailler sur les archives de la Commission nationale interprofessionnelle d'épuration, un travail dont elle tire, en 1986, un article sur « Les grandes banques françaises de la collaboration à l'épuration, 1940 - 1950 »,.
Industriels et banquiers français sous l'Occupation paraît en 1999. L'auteure étudie la collaboration des élites, économiques notamment. Pour l'édition de 2013 , son préfacier Alexandre Jardin —  petit fils de Jean Jardin, directeur de cabinet de Pierre Laval —, décrit l'auteure  comme une historienne libre qui travaille « sans détourner les yeux », loin des « faux semblants sédatifs », des « omissions salvatrices », avec une « lucidité vouée à horripiler toutes les puissances établies, toutes les universités qui regardent là où il convient de regarder ». Dans ses ouvrages, poursuit-il, « l'indicible est dit, l'irregardable est observé, l'inaudible entendu sans filtre, l'oublié restitué, le tu hurlé, l'omis rappelé à la barre, le document dissimulé exhibé, scruté, essoré ».
Dans cet ouvrage, est étudié, en particulier, le cas de la grande chimie française (Kuhlmann, Rhône-Poulenc et Ugine), et la création de la firme franco-allemande Francolor (IG Farben). L'historien Georges Bensoussan, qui commente l'ouvrage, indique qu'Annie Lacroix-Riz cite les industriels comme Peugeot, Berliet,  Renault, ou Schueller (L'Oréal) qui financent des groupes clandestins tels la Cagoule œuvrant à se débarrasser de « l'ennemi intérieur » que représentent les soutiens du Front populaire. Benssoussan indique aussi qu'Annie Lacroix-Riz montre « l'empressement des entreprises françaises à collaborer en 1940-1941, sûres de la victoire finale de l'Allemagne : l'aéronautique, l'automobile, comme la sidérurgie tourneront à plein régime (et dans certains cas à 100 %) pour le Reich en 1944. Tandis que l'État français, prêt à céder, n'est pas forcément demandeur » . Annie Lacroix-Riz étudie également la confiscation des biens juifs (aryanisation) et note « qu'à la Libération, d'énormes sommes d'archives patronales ont été détruites qui rendent l'écriture de cette histoire plus difficile »,,,,. Pour l'historien allemand Arne Ratdke-Delacor, l'ouvrage « a le mérite incontestable d'apporter une masse de nouveaux détails surtout sur la collaboration industrielle au jour le jour et une exploitation in extenso du fonds du Majestic aux Archives nationales, mais ne dépasse toujours pas, au point de vue de la documentation, l'Hexagone ».
Rendant compte de la nouvelle édition d’Industriels et banquiers français sous l'Occupation (2013), l'historien Hubert Bonin, — qui travaille transitoirement au service d'entreprises et de banques —, salue la première partie de l'étude, « tableau approfondi des cercles d'hommes d’affaires (...) impliqués [dans la collaboration économique] », mais se montre plus critique devant le reste de l'ouvrage, estimant que l'auteure affaiblit ses justes observations par des amalgames, des analyses fondées sur un « anticapitalisme » que l'on peut juger « primaire » et des données ne reflétant pas l'ensemble du patronat, divers. 
La juriste américaine Vivian Curran indique que pour Lacroix-Riz les banques françaises sont allées jusqu'à donner la priorité à leur propre agenda, indépendamment et parfois contrairement à l'objectif du régime de Vichy. Selon Lacroix-Riz, les banques n'ont eu aucun scrupule à agir dans le seul but d'accroître leurs propres profits. Elle conclut également qu'en raison de l'empressement du secteur bancaire français à faire des affaires avec les nazis, non seulement les banques ont gagné de grosses sommes d'argent, mais l'Allemagne a également profité beaucoup plus de ses transactions avec les banques françaises que de ses transactions avec les banques d'autres pays occupés.
Dans un article examinant les analyses de différents auteurs sur le sujet de la collaboration économique du patronat français durant l'administration dirigiste à rhétorique corporatiste de Vichy, l'économiste nord-américain Kenneth Mouré oppose et rapproche plus particulièrement celle de l'historien François Marcot qui tend à déterminer et différencier la « collaboration » à partir du terme d'« intention » opposé à celui d’« accommodation » —  afin de préserver l’économie française en vue de la reconstruction d’après guerre —, à l'analyse intransigeante et « agressivement marxiste » d'Annie Lacroix-Riz dans laquelle elle considère que les intérêts de classe constituent les déterminants essentiels de la politique et des pratiques commerciales. Elle estime ainsi que le comportement capitaliste est facilement transférable entre le fascisme et un régime républicain tant que les intérêts du patronat sont maintenus au-dessus de ceux des travailleurs,.

#### L'entre-deux-guerres
Annie Lacroix-Riz poursuit ensuite ses recherches et fait paraitre en 2006 Le Choix de la défaite. Les élites françaises dans les années 1930 et en 2008 De Munich à Vichy : l’assassinat de la Troisième République qui traitent de la décennie précédant l'Occupation.

Rendant compte du livre Le Choix de la défaite, Gilles Perrault note que l'historienne est « ennemie des prudentes bienséances et peu encline à la nuance » et souligne qu'« Annie Lacroix Riz accomplit [...], à sa manière énergique, le vœu formulé naguère par Marc Bloch », tel qu'énoncé à la fin d'un article de l'historien publié anonymement en avril 1944 dans la revue Les Cahiers politiques et ajouté en annexe dans l'édition Gallimard de L'Étrange Défaite en 1990 (pages 246-253): 

« Le jour viendra en effet et peut-être bientôt où il sera possible de faire la lumière sur les intrigues menées chez nous de 1933 à 1939 en faveur de l’Axe Rome-Berlin pour lui livrer la domination de l'Europe en détruisant de nos propres mains tout l'édifice de nos alliances et de nos amitiés. Les responsabilités des militaires français ne peuvent se séparer sur ce point de celles des politiciens comme Laval, des journalistes comme Brinon, des hommes d'affaires comme ceux du Creusot, des hommes de mains comme les agitateurs du 6 février, mais elles ne sont pas les seules elles n'en apparaissent que comme plus dangereuses et plus coupables pour s'être laissées entraîner dans ce vaste ensemble. [..] [à porter à] l'instruction du procès de la vaste entreprise de trahison. »

Des révélations d'archives confirment ainsi les intuitions de l'historien fusillé par les nazis : la volonté de vaincre faisait cruellement défaut, ce que démontre l'auteure, mais il n’y eut sans doute pas choix délibéré de la défaite. Jacques Pauwels en fait une lecture socio-économique de classe. D'Allemagne, une critique de l'historienne Elisabeth Bokelmann valorise un texte inhabituel issu d’un énorme travail « saturé de matériel, de multiples citations et sources », et rappelle le propos du général allemand Walter von Reichenau :  « la France  nous fut donnée ». À propos de l'auteure décrite comme une  « historienne pugnace » mais communiste, elle estime qu' «  il serait erroné de stigmatiser en bloc le présent ouvrage […] ; certains enseignements y sont trop importants », bien que le cas de la France généralisé à tout le continent soit discutable, conclut-elle,. Pour Jean-Joseph Boillot, « la lecture de ce livre d'histoire s'avère particulièrement utile pour comprendre comment naissent les idéologies économiques en France. Et comment de puissants réseaux d’influence et de financement les portent en avant sur la scène médiatique ».
Annie Lacroix-Riz approfondit ses recherches avec De Munich à Vichy : l’assassinat de la Troisième République, paru en 2008. La thèse du livre est simple : la défaite de 1940 et la fin de la IIIe République s’expliquent par un « plan visant à liquider les institutions démocratiques de la France en installant sur son territoire les vaincus de 1918, désormais garants de l’ordre européen », à l'instigation d'une « mouvance synarcho-cagoularde ». Philippe Pétain, « chef suprême de la Cagoule », est l’instrument d’un « groupe dirigeant » qui rassemble les patrons des principales banques et entreprises industrielles. Le sociologue Alain Bihr résume ainsi la thèse « radicale et iconoclaste » : la défaite française de 1940, « planifiée », s'explique par un complot ourdi par les élites patronales, politiques et militaires, associant la « Synarchie » et la Cagoule, visant à détruire la République. La « plus grande partie du personnel politique français », à l'exception des communistes, a été complice de cette conspiration, avec des hommes politiques comme le socialiste Léon Blum, Paul Reynaud ou Louis Marin. Cette « thèse complotiste » est, juge-t-il, fondée sur une « montagne d’archives » de toutes origines et sur une énorme bibliographie. 
Dans son compte-rendu publié dans les Cahiers d'histoire. Revue d'histoire critique, l'historien Maurice Genty (1925-2020), engagé au PCF depuis 1946, remarque aussi que l'ouvrage est un « nouveau brûlot contre l'histoire « consensuelle » »  ;  qu'à partir d’archives, bien qu’épurées et lacunaires, néanmoins « éclairantes sur la politique française et accablantes pour les responsables de cette politique qui conduisit la France à la défaite et la IIIe République à sa disparition en juin-juillet 1940 », l'auteure décrit une « politique, faite de complaisances, voire de compromissions et de complicité, à la fois à l'extérieur vis-à-vis de l'Allemagne hitlérienne, et à l'intérieur vis-à-vis des intrigues visant à liquider le régime parlementaire, jugé trop sensible à l’occasion aux revendications populaires, au profit d’un régime autoritaire en sympathie avec les dictatures, fasciste d’abord, nazie et franquiste ensuite, plus aptes à assurer l’ordre politique et social ». Pour l'historien Samuel Tomei, la thèse de l'ouvrage « sort des sentiers battus ».

Thibault Tellier, biographe de Paul Reynaud, confirme la richesse du corpus « provenant notamment de certaines archives pas ou peu exploitées » qui mettent en évidence selon l'historienne le plan de liquidation des institutions démocratiques et républicaines afin de mieux se fondre dans l'ordre européen nazi, avec la complicité de toutes les élites. Ce glissement de la République à Vichy, déjà traité par Gérard Noiriel, est ici doté de nouveaux « éléments nécessaires au débat ». Pour autant, Thibault Tellier souligne que « le parti pris doctrinaire adopté par l'auteur fragilise son argumentation », notamment lorsqu'elle évoque Paul Reynaud dont il réfute les affirmations à son sujet.
L'historienne Chloé Maurel, dans son compte-rendu publié dans les Cahiers d'histoire. Revue d'histoire critique, juge que les travaux d'Annie Lacroix-Riz (Industriels et banquiers sous l'Occupation en 1999 et Le Choix de la défaite en 2006) montrent un ralliement précoce à la politique économique du Troisième Reich, dès les années 1930, des représentants du haut patronat français sous la tutelle du Comité des forges et de la Banque de France. Annie Lacroix-Riz a été « attaquée de manière virulente pour ses conclusions ». Le patronat français promeut, de son côté, « une histoire plus flatteuse, et s'appuie en cela sur des historiens plus favorables à son image ».[...] « L'historienne Sonia Combe montre en 1994 dans Archives interdites, que les archives permettant de faire l'histoire du patronat sont souvent difficilement accessibles, les chercheurs se heurtant à des « mécanismes de censure invisible et d'autocensure » »,, ou encore à des refus de publication d'études, comme rapporté  par Le Monde.
Les journalistes d'enquête Benoît Collombat, David Servenay, avec Martine Orange et notamment Frédéric Charpier, dans les chapitres qu'il signe dans la première partie (I. De la collaboration à l’anticommunisme, la reconstruction d’un système (1945-1968)) de  l'ouvrage Histoire secrète du patronat de 1945 à nos jours - Le vrai visage du capitalisme français, reprennent les descriptions d'Annie Lacroix-Riz mais aussi d'autres historiens.
L'historien contemporanéiste Olivier Dard observe en 2010 que l'historiographie française des années 1930 a « beaucoup tourné ces trente dernières années autour du thème des élites et de leurs influences, les études ayant été principalement dominées par un questionnement sur la relation entre argent et politique ». « Aucune synthèse n’a cependant été produite et les années 1930 servent régulièrement de repoussoir » [...] mais il convient de tenir compte « des représentations, largement négatives, portées sur des élites qui se caractériseraient par leur incompétence, leur veulerie et leur corruptibilité. Ainsi, toutes ces dernières années, une historienne, isolée dans le monde universitaire, Annie Lacroix-Riz, a prétendu démontrer dans différents ouvrages, notamment dans l'un intitulé Le Choix de la défaite, que les élites françaises, largement corrompues et gangrenées, avaient délibérément provoqué la défaite de 1940, présentée comme une « divine surprise » dont elles auraient profité. La thèse n'est pas nouvelle et se retrouve illustrée dans une prose abondante des années 1930 et 1940. »
Les historiens Jean-François Muracciole et François Broche critiquent « une longue tradition d'historiographie militante, d'Henri Guillemin à Annie Lacroix-Riz, [qui] s'est efforcée d'établir des similitudes entre les épisodes de défaite militaire suivis d'une occupation étrangère (1814-1819 et surtout 1870-1873 et 1940-1944) pour dénoncer la tendance défaitiste, capitularde, voire purement et simplement « collaboratrice » des élites françaises qui auraient ainsi cherché dans les armées étrangères le rempart contre le péril de la subversion intérieure (de la Commune de Paris en 1871 à la poussée sociale du Front populaire en 1936). [...] Ces analyses relevant avant tout d'une histoire engagée, pour ne pas dire partisane, n'aident pas vraiment à saisir ce qui se joue en France entre 1940 et 1944. »

#### L'épuration
La Non-épuration (2019) constitue une suite logique des précédents ouvrages d'Annie Lacroix-Riz. Selon Claude Grimal, professeur de littérature américaine, l'ouvrage répond à l'avertissement du philosophe Vladimir Jankélévitch en 1948 : « Demain la Résistance devra se justifier pour avoir résisté ». Pour Annie Lacroix-Riz, l'épuration sous le gouvernement gaulliste a été « pratiquement inexistante », les  collaborateurs ont bénéficié d'indulgence ou de clémence comme les magistrats eux-mêmes, tandis que les résistants ont été accusés des pires crimes, avec pour écran l'image des femmes tondues. L'épuration « juste et mesurée » prônée par l'État de droit gaulliste après la Libération, à laquelle il aurait ensuite mis un terme pour le plus grand bien du pays, ne fut pour Charles de Gaulle et les Américains que favorable au statu quo général des élites, .

### Le rôle du Vatican dans les relations internationales

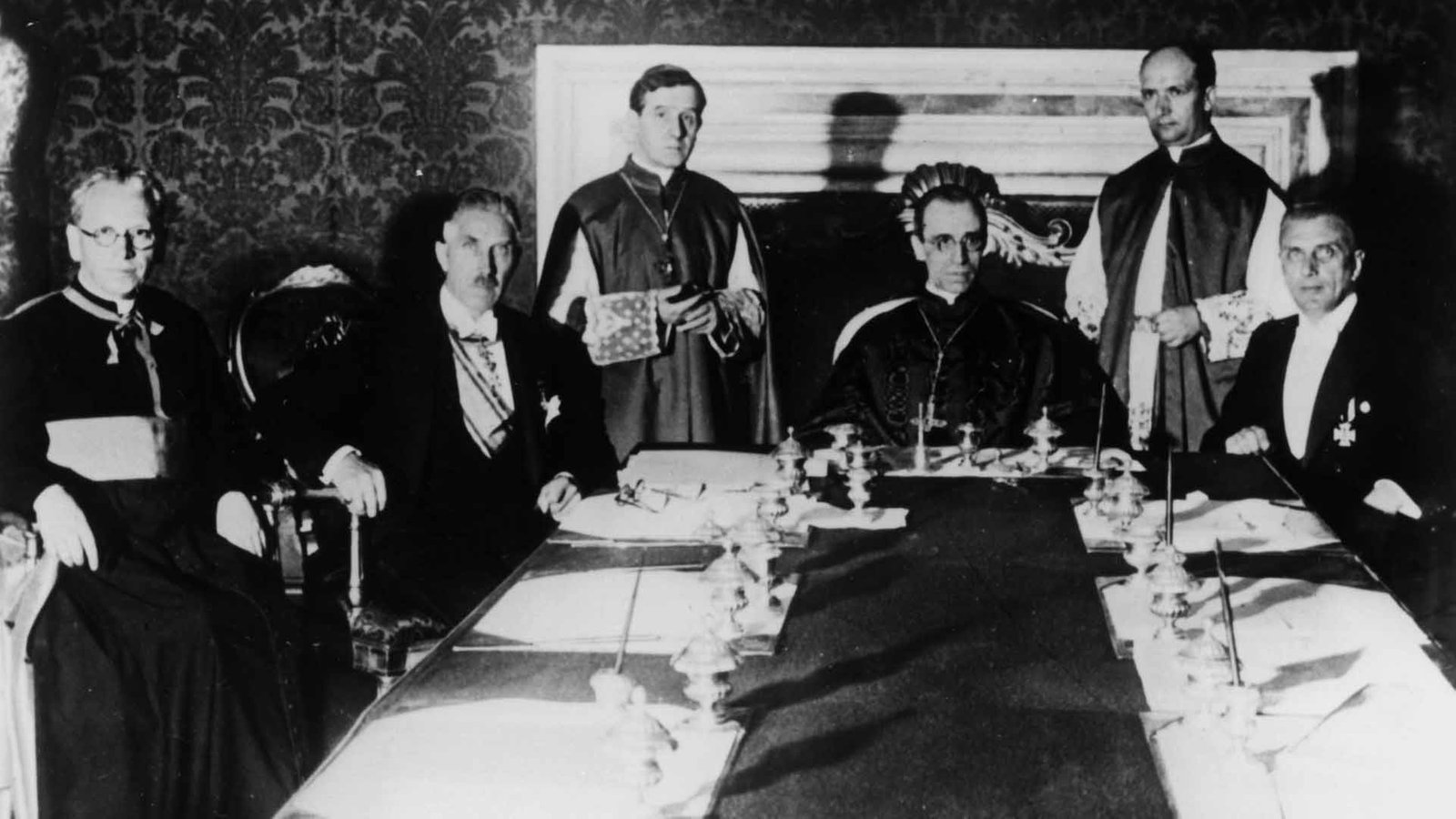
Eugenio Pacelli avec Rudolf Buttmann, Franz von Papen, Ludwig Kaas, Alfredo Ottaviani et Giuseppe Pizzardo lors du Concordat du 20 juillet 1933 à Rome. (Archives fédérales d'Allemagne).

En 1996, Annie Lacroix-Riz publie une première version de l'ouvrage intitulé Le Vatican, l'Europe et le Reich (réédité et enrichi dans l'édition suivante) dans lequel est explorée la politique étrangère de l'État du Vatican pendant la période allant du début du XXe siècle aux lendemains de la Seconde Guerre mondiale. Dès l’introduction l’auteure indique les limites de son propos : « l’étude de la stratégie européenne d’une « institution politique italienne », sans jamais considérer sa dimension spirituelle, qui échapperait « à la compétence de l’historien lecteur d’archives ».

Pour Alain Bihr, l'auteure y soutient qu'en dépit de bouleversements historiques, le Vatican a poursuivi une Realpolitik cohérente d'alliance durable avec l'Allemagne, quelles que soient les idéologies officielles de ses dirigeants. Initialement, le Vatican favorise l'Empire austro-hongrois, mais change d'allégeance au profit du Reich pendant la Première Guerre mondiale. Il soutient les ambitions territoriales de l'Allemagne et contribue plus tard à son programme expansionniste, notamment à l'Anschluss et aux invasions militaires. Le Vatican ne dit rien sur les atrocités nazies, notamment la destruction des juifs d'Europe, ni sur les atrocités commises par le régime oustachi en Croatie. Pour l'historien germaniste Paul Pasteur, « elle s'intéresse aux pressions exercées par le Vatican sur les hiérarchies locales ou nationales pour faire avancer son propre point de vue tout en exacerbant, si nécessaire, les tensions entre les peuples. Elle étudie à travers les rapports des diplomates français, qui ne peuvent être que choqués, « l’obsession anti-serbe » de l'Église autrichienne et de la coalition liant les deux empires, l'allemand et l'austro-hongrois, contre la Serbie depuis 1878 ». Selon Pasteur, Eugenio Pacelli (futur Pie XII) et le Vatican, « au nom de la lutte contre le libéralisme et le socialisme, encouragent des tendances autoritaires et l'alliance des catholiques avec des mouvements fascistes, voire avec les nationaux- socialistes ».
Lorsque l'Allemagne est vaincue sur le front de l'Est, le Vatican facilite la fuite de nazis de haut rang par la voie d'exfiltrations vers l'Amérique du Sud, vers l'Argentine, ou la Bolivie notamment (comme le fut Klaus Barbie, bourreau de Jean Moulin). Il recherche également des alliances avec les États-Unis pour garantir une position favorable à l'Allemagne après guerre. Le Vatican joue un rôle dans la renaissance du paysage politique de l'Allemagne de l'Ouest en rétablissant le Parti catholique du centre sous le nom de CDU et CSU, qui domine la politique allemande jusque dans les années 1970. L'ouvrage méticuleusement documenté soulève des questions sur les méthodes diplomatiques et les intérêts financiers du Vatican, suggérant qu'ils ont fortement influencé ses actions. 
Selon Francis Latour en 1996, les travaux d'Annie Lacroix-Riz sur la politique étrangère du Vatican s'inscrivent dans une tradition historiographique qui postule que les papes servent avant tout les intérêts de l'Allemagne et de l'Autriche au XXe siècle, par exemple Benoit XV durant la Première Guerre mondiale. Selon Jean-Marie Donegani, l'historienne soutient dans son livre Le Vatican, l'Europe et le Reich De la Première Guerre mondiale à la guerre froide que l'antibolchevisme de la Curie ne rend pas compte d'une stratégie vaticane dictée par des considérations avant tout territoriales et qui s'est largement confondue avec celle du Reich : promotion du germanisme contre le slavisme à l'Est et contre divers adversaires à l'Ouest. La continuité de la ligne politique, financière et territoriale du Vatican est soulignée. Jean-Marie Donegani ne semble pas nier que Pie XII « partageait avec ses intimes allemands un antisémitisme toujours assimilé au judéo-bolchévisme ». Gilles Perrault note, quant à lui, que l'ouvrage est un « réquisitoire » et un « livre de combat » et s'il loue son « implacable argumentation documentée », il n'en souligne pas moins quelques limites. Ainsi l'historienne ne prend pas en compte (volontairement) la dimension spirituelle de la politique du Vatican et n'analyse pas assez l'encyclique (en allemand) de Pie XI Mit brennender Sorge, qui date de 1937. Perrault critique l'analyse de la protestation de l'archevêque de Toulouse Jules Saliège en faveur des Juifs. 
Dans une tribune du Monde du 25 février 2002 intitulée « Pie XII, « pape de Hitler » », Annie Lacroix-Riz  déclare qu'avec l'appui de Pie XII, « l'Église s'engagea activement à l'est de l'Europe dans l'extermination ». Le quotidien publie ensuite des lettres de protestation contre cette tribune,.
Dans une analyse portant sur l'historiographie de l'Église catholique et la Seconde Guerre mondiale, l'historien Étienne Fouilloux, spécialiste d'histoire du catholicisme, évoque la « lourde charge unilatérale d'Annie Lacroix-Riz » contre le pape, aussi « partisane » selon l'historien, mais en sens contraire, que les travaux de certains défenseurs de Pie XII tels que Pierre Blet, Jean Chélini et Vesna Drapac.
Ce sont les « silences » prêtés à Pie XII entre 1939 et 1945 qui ont surtout suscité des controverses, notamment depuis la pièce Le Vicaire en 1963. Mais les ouvrages publiés après l'ouverture en 2020 des archives du Vatican, voulue par Paul VI et autorisée par le pape François, ne révèlent rien de vraiment nouveau, pas même celui d'Andrea Riccardi, déclare Fabrice Bouthillon.

### Relations internationales et plan Marshall

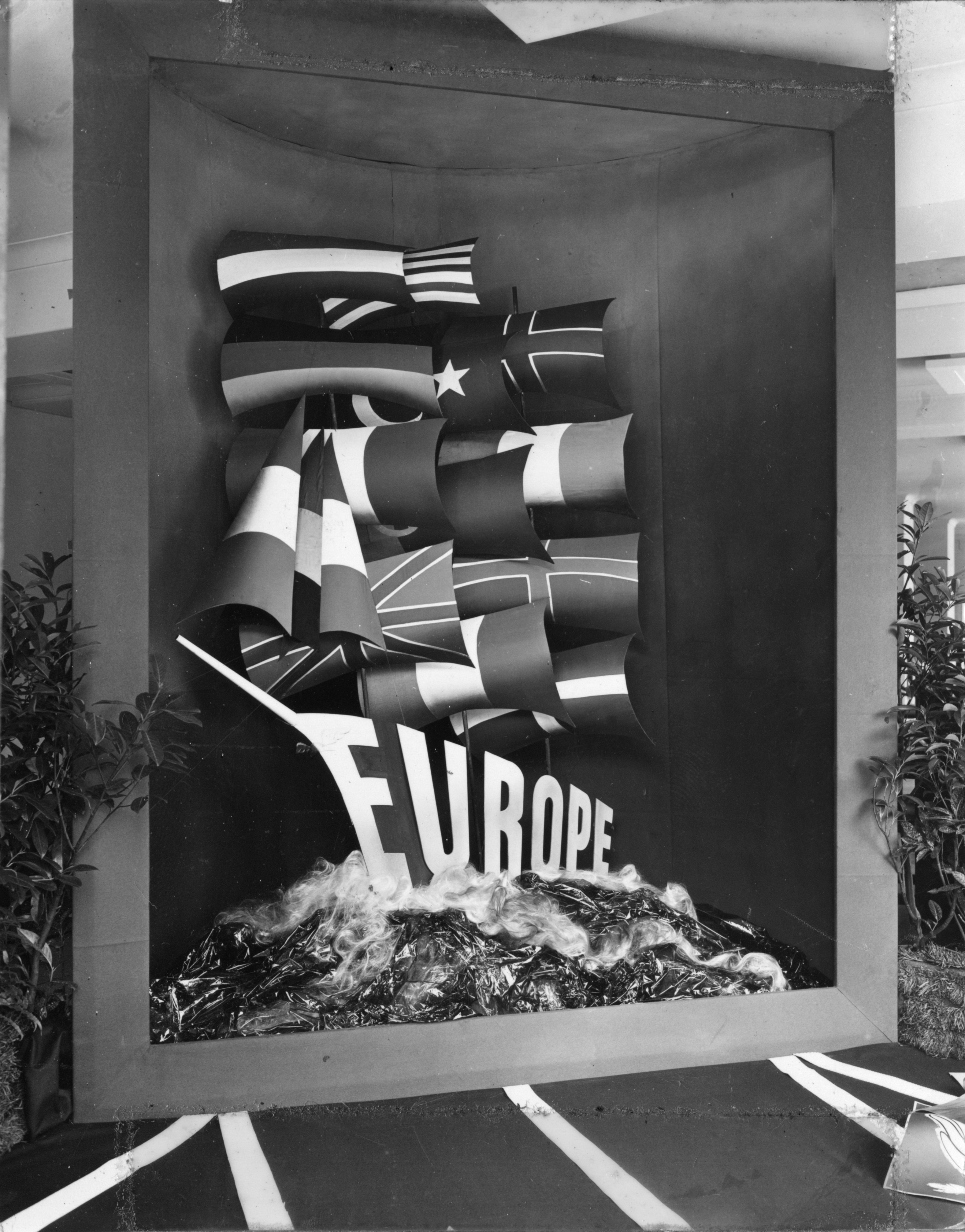
Photographie de l'exposition Marshall Plan Programs, U.S. Department of State, The National Archives at College Park (Maryland).

L'ouvrage Les origines du Plan Marshall - Le mythe de l'« aide américaine » (2023), selon plusieurs commentateurs,  notamment Roland Pfefferkorn, « bouscule les représentations erronées, mais fort répandues, sur « l'aide » désintéressée que les États-Unis auraient accordée aux pays d'Europe de l'Ouest entre 1948 et 1952 »,,, . Ce sociologue remarque également que son enquête historique s'appuyant sur les archives françaises et étatsuniennes remonte aux années 1941-1945, notamment au Prêt-bail à l'Angleterre de 1941-1942 et aux accords de Bretton Woods de 1944. L'objectif originel du Plan Marshall consistait moins à aider l'Europe qu'à sauver l'Amérique de la récession qui menaçait. Il s'agissait d'assurer aux États-Unis des sources d'approvisionnement en matières premières (souvent contrôlées par les puissances coloniales européennes) et des débouchés pour leurs exportations (dans les pays européens et leurs colonies). La priorité du Plan était le relèvement de l'Allemagne. En France, le capital financier et la haute fonction publique sont atlantistes, de même que des partis politiques comme le MRP et la SFIO ; de Gaulle, isolé, est plus ambigu. L'objectif ultime du Plan était de consolider l'hégémonie des États-Unis, à la fois financière, commerciale, politique et culturelle (Accord Blum-Byrnes sur le cinéma) , et le renvoi des ministres communistes du  premier gouvernement Ramadier, conditions posées avant la signature de l'accord définitif. Hubert Bonin note également qu'« elle reconstitue clairement comment la perception d'une menace soviétique a conduit nombre de courants élitaires à rejoindre une alliance transatlantique de plus en plus articulée autour d'axes de coopération financière et commerciale »,, évoquant notamment la création du Fonds monétaire international, de la Banque mondiale ainsi que la « mission » de Jean Monnet et au niveau académique l'influence critiquée par l'auteure de l'historien des relations internationales Jean-Baptiste Duroselle. Jacques Pauwels le résume en parlant d'une opération de « vassalisation de la France »,. Anaclet Pons, historien à l'université de Valence (Espagne), abonde dans le même sens, en soulignant que l'auteure anticonformiste ne peut laisser indifférent. Éric Branca parle d’une avancée majeure de « la connaissance des rapports secrets franco-américains », d'un ouvrage essentiel pour remonter aux sources de la « servitude volontaire », sur la base d’archives exhumées qui n’intéressent guère les historiens, mais « d’une actualité brûlante »,.

### Critique de la nouvelle historiographie
Dans L'Histoire contemporaine toujours sous influence, Annie Lacroix-Riz analyse les pratiques de la nouvelle génération d'historiens et souligne les risques de l'histoire sur commande : « en effet être payé par une firme pour écrire l'histoire de celle-ci, ou bien être chargé d'expertise dans une commission créée par l'État pour résoudre un problème politique (comme par exemple pour le Rapport Mattéoli destiné à calmer les esprits au sujet de la liste supposée détruite des Juifs de France) peut comporter des tentations ». Elle estime que « les travaux nés de la collaboration entre scientifiques et donneurs d’ordres financiers semblent se tenir à distance des archives originales et éviter la confrontation aux sources ». Elle « dénonce des mensonges orchestrés [et] voit des histoires sciemment réécrites ». Catherine Coquery-Vidrovitch citant Gérard Noiriel rappelle que « l'important, c'est de clarifier les différents types d'exercice auxquels nous participons, car ce qui est inadmissible dans une société démocratique, c'est la confusion des rôles et la confusion des genres ».

Le sociologue Roland Pfefferkorn dans une recension de la première version de l'ouvrage écrit que l'auteure y pointe les pressions qui cherchent à orienter la recherche historique et l'enseignement de la discipline. Selon Catherine Coquery-Vidrovitch, Annie Lacroix-Riz « possède un point fort incomparable : elle pratique les archives de façon intensive et régulière » ce qui « lui fournit des arguments imparables pour critiquer ou inverser des analyses ou des rapports récents dont elle est en mesure de démontrer certaines légèretés ».

Claude Liauzu complète en indiquant qu'Annie Lacroix-Riz « soulève aussi le problème de la censure d'État sur les archives, rendue possible par la complaisance des historiens, comme c'est le cas pour la guerre d'Algérie »,. Catherine Coquery-Vidrovitch indique également que Lacroix-Riz ne supporte pas « le constant souci de médiation modérée » de René Rémond, qu'elle décrit comme le « symbole de l'histoire institutionnelle française ».

Par ailleurs, elle conteste l'état de l'écriture de l'histoire en France, en particulier les orientations bibliographiques données aux futurs professeurs et chercheurs,.
L'historien Claude Mazauric critique de l'ouvrage de François Furet sur la Révolution française, tout comme Annie Lacroix-Riz, estime dans L'Humanité que « depuis le dernier tiers du XXe siècle, Annie Lacroix-Riz poursuit avec persévérance un combat méritoire et nécessaire contre les tentatives inlassablement réitérées d'exempter la grande bourgeoisie française de son essentielle responsabilité politique et morale dans la collaboration avec le nazisme, après la défaite de 1940 » et « aura dû affronter l'une des pires accumulations d'embûches qui se puissent imaginer contre un parcours scientifique : silence médiatique prolongé, médisances quant à ses intentions, manœuvres et polémiques impitoyables visant à minimiser ou circonscrire l'effet de ses travaux, ou à les discréditer au plan académique ».

## Controverses

### Prise à partie sur la collaboration
En juillet 2015, après une exposition sur les cinquante ans de recherche historiographique sur la collaboration « La Collaboration (1940-1945) » aux  archives nationales, Annie Lacroix-Riz fait le point dans la section Les livres du mois du Monde diplomatique. Dans son article intitulé Troublante indulgence envers la collaboration, elle regrette des silences et omissions, sur les élites notamment, et un glissement de l'historiographie vers des études psychologiques, citant Bénédicte Vergez-Chaignon, Bernard Costagliola ou Claude Barbier, elle note, d'une part une sorte de réhabilitation et d'autre part, une édulcoration du rôle de la Résistance. Selon elle, Bénédicte Vergez-Chaignon « réhabilit[erait] les « vichysto-résistants » et « poursui[vrai]t sans faiblir sa longue normalisation de Vichy avec [sa biographie sur] Pétain. »
Bernard Costaglia, cité dans l'article et auteur d'une biographie de François Darlan, n'est pas satisfait et adresse un droit de réponse au journal, dans lequel, il justifie son analyse psychologique de François Darlan, chef du gouvernement de Vichy et ses conclusions relatives à la lourde implication personnelle de l'amiral dans la politique de collaboration du régime avec l'Allemagne nazie. L'historien rappelle in fine que ses conclusions sont reprises dans les recensions du Monde, du Figaro et du Canard enchaîné, sa plume ayant de surcroît été jugée « sévère » envers Darlan, « en contraste frappant, donc, avec la critique d'Annie Lacroix-Riz qui, en une douzaine de lignes, cumule des fautes, dont une de taille, et un jugement d’ensemble tout à fait erroné. ».

### Controverse sur l'industriel Louis Renault

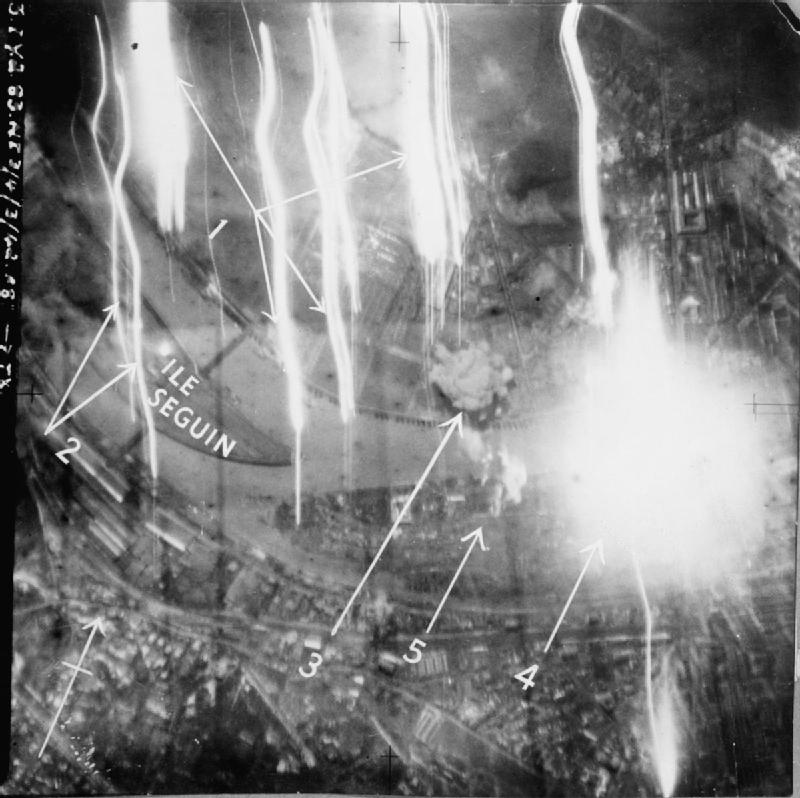
Bombardement de l’usine Renault de Boulogne-Billancourt, le 3/4 mars 1942, par les forces alliées de la Royal Air Force Bomber Command. Photo, collection de l'Imperial War Museum.

Georges Bensoussan, qui commente l'ouvrage Industriels et banquiers sous l'occupation, cite les industriels comme Peugeot, Berliet,  Renault ou Schueller (L'Oréal) qui financent des groupes clandestins tels la Cagoule œuvrant à se débarrasser de « l'ennemi intérieur » que représentent les soutiens du Front populaire,,.
L'historien Dominique Lejeune rappelle qu' « à la Libération, Louis Renault, suspecté de collaboration, est emprisonné, ses usines sont d’abord réquisitionnées puis nationalisées ». Pour l'historien « les soupçons reposent en bonne part sur des symboles », en effet « Louis Renault incarne le patron autocratique de l’entre-deux-guerres [...], le capitaliste profiteur de guerre, l’opposant au Front populaire et aux syndicats ». Plus concrètement  il y a : la réparation de chars pour le compte de la Wehrmacht, « peut-être le financement dans les années 1930, du mouvement d'extrême droite la Cagoule ».
Cette nationalisation-sanction [est] jusqu’au début du XXIe siècle matière à controverse. Après un jugement en faveur des héritiers de l'industriel contre le Centre de la mémoire d'Oradour-sur-Glane en 2010, l’année suivante, huit petits-enfants de Louis Renault demandent, en vain , à la justice de réviser la nationalisation de 1945.
Deux positions s’opposent ; l’une portée notamment par l'historienne qui dénonce une « vaste entreprise de réhabilitation de Louis Renault et du haut patronat français sous l'Occupation », l’autre portée par Laurent Dingli, mari de la petite-fille de Louis Renault, et auteur en 2000 d'une biographie consacrée à l'industriel qui, dans un article publié sur son site dédié à Louis Renault, accuse Annie Lacroix-Riz d' « erreurs historiques majeures », conteste la proximité de Renault avec l'extrême droite, admettant toutefois qu’ont eu lieu des négociations avec les Allemands et que pour ce qui est des réparations de chars, les usines Renault travaillaient sous la contrainte, et sous contrôle allemand. Il dédouane Louis Renault, aux dépens du directeur général de l’entreprise François Lehideux et des Allemands . À le lire, le dossier est bien mince pour justifier la nationalisation-sanction de 1945, estiment dans un article du Monde Pascale Robert-Diard et Thomas Wieder.

### Controverse sur la production française de Zyklon B

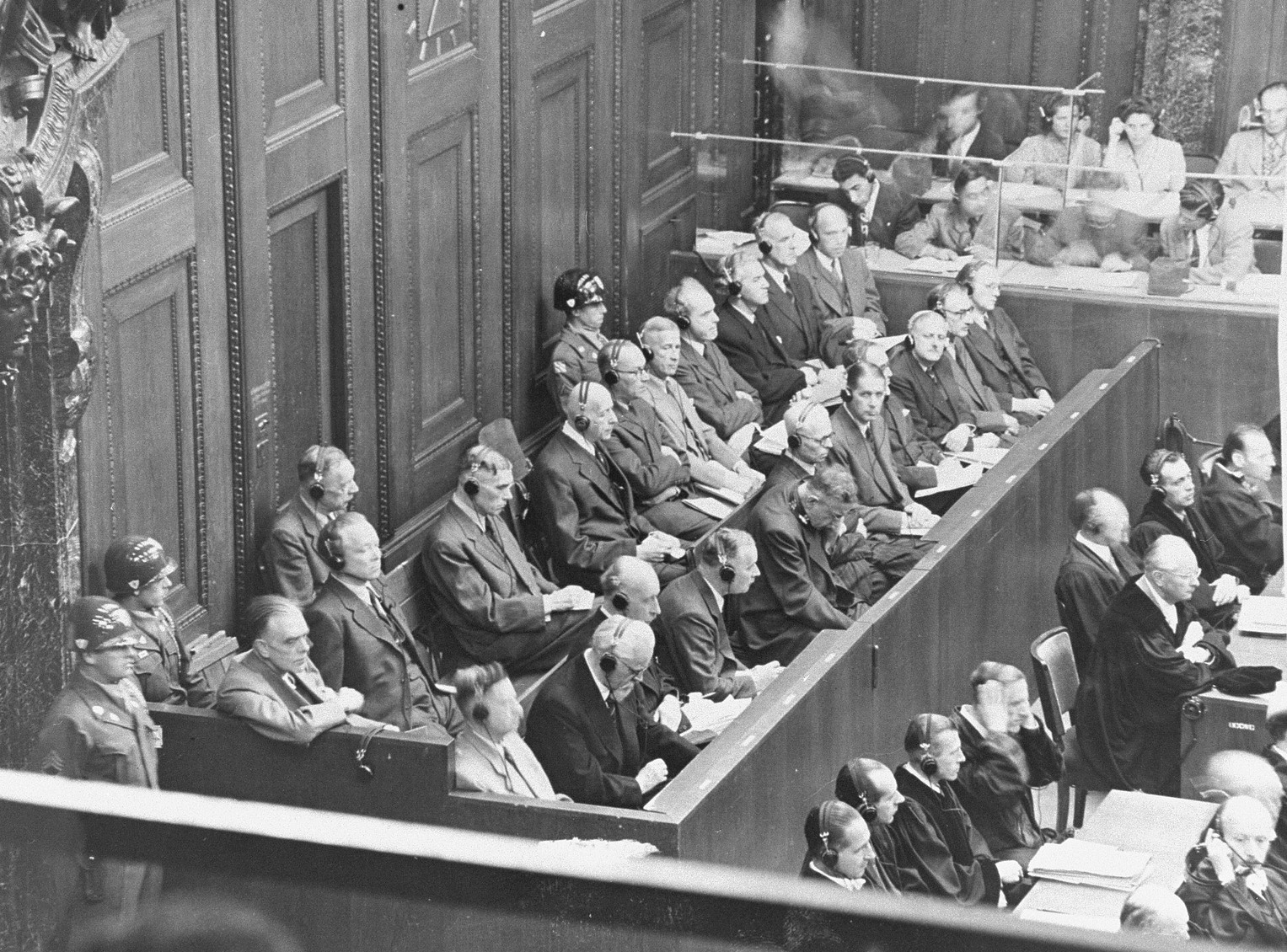
Procès IG Farben (Nuremberg, 27 août 1947). Box des dirigeants d'IG Farben.

En avril 1994, « Les élites françaises et la collaboration économique », une contribution d'Annie Lacroix-Riz commandée, selon elle par la revue Études et Documents et qui, selon Vivian Curran, met au jour la complicité de banquiers et industriels français avec les nazis au seul motif du profit suivie d'une « falsification » après-guerre,, est refusée par le comité de lecture de cette revue, ce que l'historienne interprète comme une censure. La fabrication française de Zyklon B (cyanure d’hydrogène) et le refus de publication de l'article de Lacroix-Riz sont révélés par deux articles publiés fin 1996,. La publication du second de ces articles, dans L'Humanité du 8 octobre 1996, lance la controverse publique, dont la presse internationale se fait l'écho,. S'appuyant sur des archives allemandes, britanniques et américaines, l'auteur y soutenait que le groupe Ugine avait investi dans sa filiale à 51 % Durferrit-Sofumi, codétenue à 49 % par la société allemande Degesch du groupe IG Farben,, pour produire du gaz Zyklon B. L'historienne tire argument de l'intervention de techniciens allemands et d'un « accroissement disproportionné » de la production qui, selon elle, ne pouvait être expliqué par celui de la demande d'insecticide. Dans un article publié en 1997, Annie Lacroix-Riz soutient que le Zyklon B ainsi produit en France était « entièrement destiné à l'Allemagne et à des fins exclusivement militaires » déclare la journaliste du journal Libération Annette Levy-Willard. Elle reconnaît cependant que « nous n'avons pas encore de documents prouvant formellement que le Zyklon fabriqué dans l'Oise était destiné aux camps ».
Dans un interview  publié dans Libération et signé de la journaliste Annette Levy-Willard , l'historien américain Robert Paxton déclare qu'Annie Lacroix-Riz « a sûrement raison de souligner [...] l'empressement de certains industriels français, dès l'été 1940, à conclure des contrats de production avec des autorités allemandes, sans attendre un Diktat allemand ou un ordre de Vichy » mais qu'« elle a tort de suggérer que ces industriels sont typiques de tous les entrepreneurs français ». Il poursuit en soulignant que « les secteurs qu'elle étudie[...], sont exceptionnels. Ils fournissent des produits de haute valeur militaire dont certains manquent à l'Allemagne ». Il lui reproche de s'être principalement appuyée sur les archives de la Délégation française auprès de la Commission d'armistice (CA) à Wiesbaden, jugeant que celles-ci sont incomplètes. Il estime que l'historienne est « plus portée à blâmer qu'à analyser ». Il conclut en affirmant : « Avant d'accréditer l'hypothèse de Madame Lacroix-Riz sur la production de gaz Zyklon-B en France, il faut attendre une étude de sources beaucoup plus complètes que les siennes, et l'application d'une méthode historique beaucoup plus analytique ». En revanche, selon les journalistes britanniques Paul Webster et Stella Hughes, elle s'est appuyée sur des sources allemandes, britanniques et américaines,.
Elle reprend sa thèse dans son livre Industriels et banquiers sous l'Occupation (1999). Elle y étudie en particulier le cas de la grande chimie française (Kuhlmann, Rhône-Poulenc et Ugine), et la création de la firme franco-allemande Francolor (IG Farben et Kuhlmann), comme le renforcement de l'alliance d’avant-guerre entre la Degussa-Degesch et Ugine via la création de Durferrit possédée depuis 1941 à 49 % par Degesch ,,.
L'historien Denis Peschanski rapproche la production de Zyklon B de l'usine française, qui aurait atteint 37 tonnes en mai 1944, de la consommation du camp d'Auschwitz, qui « n'en avait commandé que 14 tonnes en 1943 et n'avait pas eu de difficultés d'approvisionnement auprès d'usines allemandes ». Il considère que la réponse à la question de l'éventuelle fourniture par Ugine de Zyklon B à Auschwitz « se trouve sans doute dans les archives de la Degesch (qui a fabriqué le Zyklon B pour les chambres à gaz) difficiles d'accès, mais qu'[Annie Lacroix-Riz] n'a pas essayé d'avoir et, surtout, dans les archives d'Auschwitz, qui, elles, sont accessibles ». Selon Hervé Joly, « le rapprochement fait par Annie Lacroix-Riz entre les augmentations de capital de la Durferrit-Sofumi intervenues en 1943 et les nouveaux débouchés du Zyklon B dans les camps d'extermination n'a donc pas de sens » : « seule la société mère [Degesch] aurait directement vendu 50 tonnes de cyanure de sodium aux Allemands entre 1940 et 1944, ce qui correspondrait à 1,9 % de la production totale ». Selon cet auteur, « d’après toutes les indications concordantes […] la préoccupation des Allemands est seulement de développer la structure de commercialisation et d'application des antiparasites gazeux en France » pour réaliser « les nombreuses fumigations commandées par les troupes d'occupation », l'activité de la filiale commune avec Ugine étant « expressément limitée à la France, aux colonies françaises et aux pays de protectorat et sous-mandat […] À un moment où leurs capacités de production nationales sont encore excédentaires, la motivation des Allemands n’est évidemment pas de faire pénétrer Ugine sur leur propre marché », ce qu'il rectifiera dans une note infrapaginale, page 395, notant qu'après tout on a pu exporter vers l’Allemagne du Zyklon B. Annie Lacroix-Riz fait observer toutefois que les étiquettes du Zyklon B produit dans l'usine Ugine de Villers-Saint-Sépulcre « étaient en allemand ».

### Controverse sur l'Holodomor

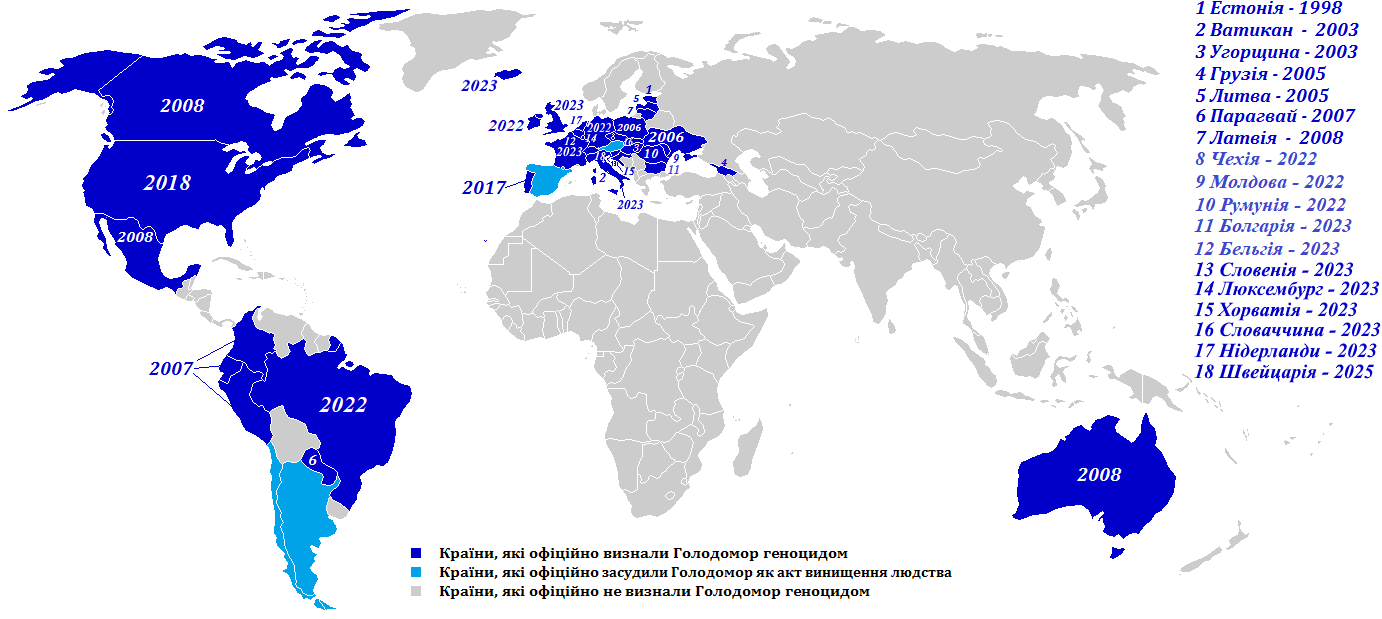
Reconnaissance internationale chronologique du Holodomor (statut : 2024) :
Officiellement reconnu comme un génocide
Condamné officiellement comme un acte d'extermination
Officiellement non reconnu comme un génocide

L'Ukraine, devenue indépendante de la Russie avec la chute de l'URSS en 1991, tient à faire reconnaitre l'« extermination par la faim » (Holodomor en ukrainien) qu'elle a connue au début des années 1930 comme un crime contre l'humanité. Ainsi après la Révolution orange, le président Viktor Iouchtchenko a déposé un projet de loi qualifiant la famine de 1932-1933 de génocide, dont la négation sera[it] punie. Au Canada et en France, la diaspora ukrainienne agit dans le même sens. 
La gravité de la famine et son caractère intentionnel sont toutefois contestés par quelques historiens revendiquant leur fidélité communiste comme la française Annie Lacroix-Riz, écrit le journaliste Benoît Hopquin. Plutôt qu'une famine, l'historienne préfère évoquer « une sérieuse disette conduisant à un strict renforcement du rationnement » et dénonce une « opération de propagande », « un bobard ». Selon l'historienne en sciences sociales Valérie Kozlowski, Annie Lacroix-Riz « soutient la thèse selon laquelle la famine de 1933 n'a jamais existé et ne serait qu'une invention du Vatican, assisté en la circonstance des services secrets américains ». Cette présentation est qualifiée de « négationnisme pur » par l’historien Thomas Chopard, spécialiste de l'histoire des violences contre les Juifs d’Europe centrale et orientale. Ce pour quoi, elle obtient légalement un droit de réponse publié par Mediapart.
Des parlementaires du groupe UMP saisissent la présidence de l’université Paris VII de demandes de sanctions contre Annie Lacroix-Riz et selon Valérie Kozlowski, « un véritable bras de fer est engagé entre l'historienne et la communauté ukrainienne de France et les principaux responsables des associations ukrainiennes ». « Ces derniers lui reprochent des écrits particulièrement virulents à l'encontre de Symon Petlioura », mais aussi ceux « visant (...) André Cheptytsky, métropolite ukrainien au moment de la Seconde Guerre mondiale, l'historienne les qualifiant notamment tous deux d'antisémites. Une action en justice pour diffamation [a eu lieu] à l'encontre des groupements ukrainiens qui ont demandé au recteur de l'université Paris-VII d'intervenir pour modérer les propos de l'historienne ».
Selon Stéphane Courtois , coordinateur du Livre noir du communisme, Lacroix-Riz s'appuie sur des dizaines de dépêches du Quai d'Orsay mais sans jamais s'interroger sur les conditions de production de ces dépêches, ne tenant « aucun compte des règles de travail élémentaires de l'historien ». De plus, Stéphane Courtois, qui cite notamment un ouvrage regroupant six mille témoignages de survivants, affirme que Lacroix-Riz « ignore les témoignages de base », et, de surcroît, « ignore tout autant les nombreux travaux tirés des archives soviétiques synthétisés par Nicolas Werth (…) elle ignore tout autant les nombreux ouvrages en anglais ».
Plus généralement, l'historien René Rémond considère qu'Annie Lacroix-Riz « en est restée à la problématique politique de la Guerre froide. Elle continue à évoluer dans une perspective manichéenne, où un camp représente le bien, la liberté, la paix, c’est celui de Moscou ; et l'autre, qui est le contraire, l'empire du Mal (…) ». En 2019, l'historien Gilles Morin de la Fondation Jean-Jaurès la qualifie d'« ultime défenseur en France du pacte germano-soviétique ».

### Théorie du complot synarchique et mise en cause des méthodes de l'historienne
Dans ses travaux sur la collaboration économique de la France avec l'Allemagne pendant l'Occupation, Annie Lacroix-Riz soutient la véracité de la « Synarchie », théorie du complot tenue pour un mythe par les historiens contemporanéistes,,,,,,,. Dans un interview en 1997, l'historien Robert Paxton déclare que l'historienne est « visiblement attirée par la thèse du complot » puisqu'elle revient « au vieil épouvantail de la « Synarchie », contredisant par ces histoires de sociétés secrètes ses propres remarques très pertinentes sur la logique marchande à court terme ». 
Pour Rudy Reichstadt, avec Le Choix de la défaite : les élites françaises dans les années 1930, Annie Lacroix-Riz relance l'intérêt pour cette théorie du complot, et ses conférences filmées sur ce thème connaissent un certain succès sur le Web. S'appuyant sur les travaux d'Olivier Dard, il reproche à Lacroix-Riz « la faible diversité [de ses] sources » ainsi que l'interprétation sans distance critique des archives policières de l'époque, qui comportent leur part d'inexactitudes et de fantasmes, notamment le rapport « truffé d’erreurs factuelles » que remet Henry Chavin, directeur de la Sûreté nationale de Vichy, au ministre de l'Intérieur à l'été 1941, point de départ des dénonciations visant le prétendu « complot synarchiste. »

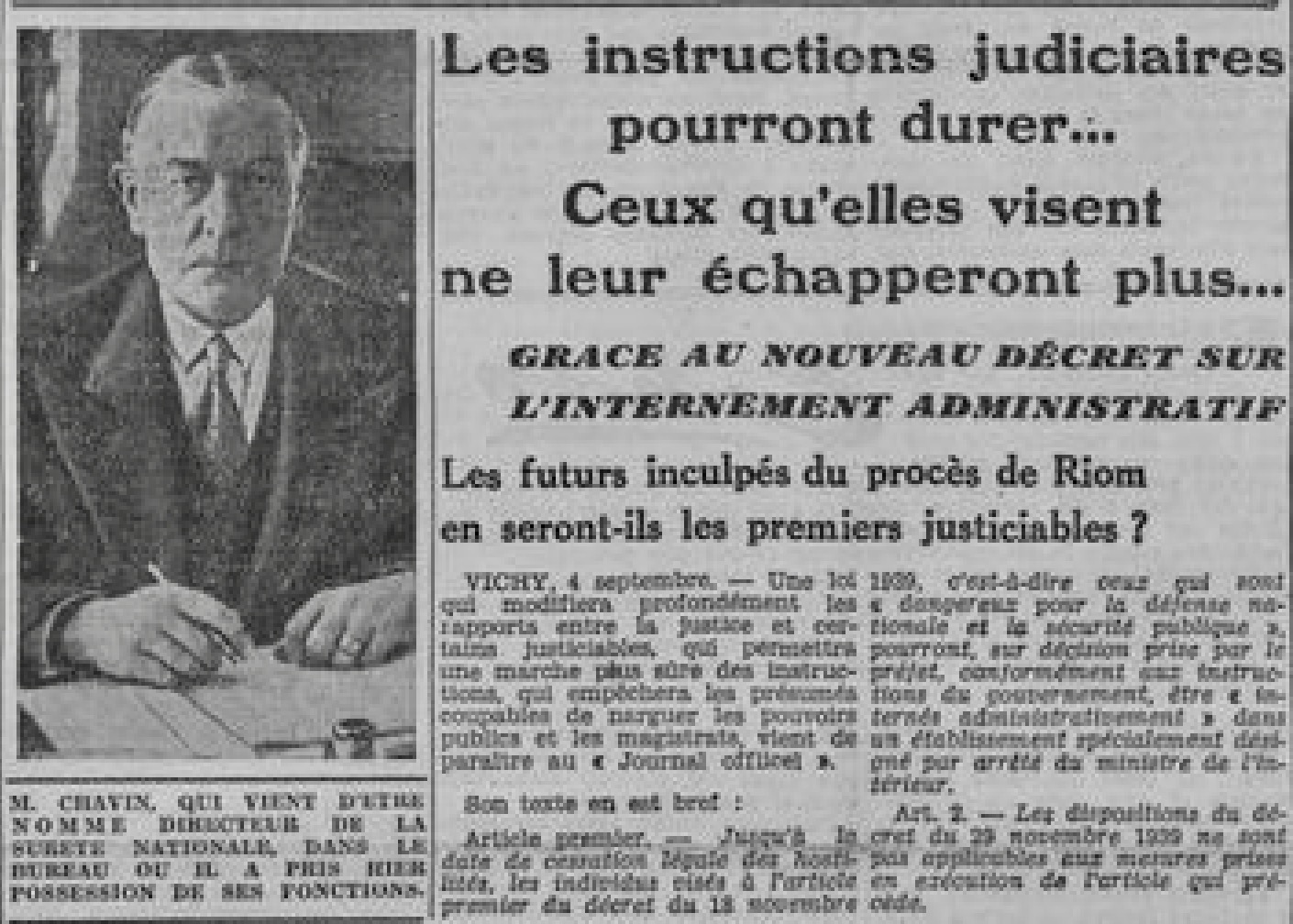
Image du Journal daté du 5 septembre 1940, représentant Henri Chavin, Directeur de la sureté nationale et Secrétaire général à la Police.

Pour l'historien Olivier Dard, auteur de La Synarchie, le mythe du complot permanent, les travaux d'Annie Lacroix-Riz sur le sujet relèvent d'un discours anticapitaliste d'extrême gauche qui instruit à travers la synarchie le procès traditionnel du « grand capital » et des élites. Il conclut que « l'intention d'Annie Lacroix-Riz est d'historiciser cette affaire à des fins idéologiques en reprenant nombre d'accusations déjà portées en leur temps par le parti communiste […] Son usage des sources est celui d'une instruction exclusivement à charge dont la conclusion est écrite à l'avance par des postulats idéologiques clairement énoncés ». L'historien Nicolas Lebourg la décrit dès lors comme une « historienne conspirationniste ».
L'historien Jean-Louis Panné relève que Le Choix de la défaite : les élites françaises dans les années 1930 paraît dépeindre une « République fantomatique [où] tout semble [se] tramer dans des coulisses ténébreuses, des couloirs de banques et des cabinets occultes ». Il juge qu'« Annie Lacroix-Riz use sans retenue de ce que Michel Foucault appelait le « privilège de véridiction » (...) en s'instituant exploratrice des secrets de l'histoire de la France contemporaine qu'elle seule serait en mesure de cerner par sa lecture des archives. (...) En corollaire, n'ignorant rien des travaux d'autres confrères qui contredisent ses thèses, elle n'en discute nullement les arguments et les voue simplement aux « poubelles de l'histoire » ». Il souligne qu'elle se place « sous le magistère du grand historien » Marc Bloch alors qu'elle ne respecte pas les « règles élémentaires du travail d’historien » et déplore de ce fait une « captation malhonnête, simplement destinée à justifier une démarche aux antipodes de la pensée et du travail de Marc Bloch ».
Selon Jean-Louis Panné, Annie Lacroix-Riz prétend s'appuyer sur des archives mais « elle les passe à la moulinette de sa conviction préconçue. Nous avons soit de longues citations jamais remises dans leur contexte, soit des bribes de citations enchâssées dans ses propres phrases, dans une accumulation sans fin, hâchée, sans hiérarchie, et qui finit par rendre toutes questions abordées obscures ». À cela s'ajoute un « culte de l'archive policière - tel le fameux rapport Chavin sur la Synarchie - prise pour valide à 100 % ». Dès lors, elle « renonce à toute analyse critique du document et même à toute critique (marxiste) de l'appareil d'État qui préside à la constitution des archives » et avalise « les erreurs ou les imprécisions de ces fameux rapports ». Selon Panné, le livre de l'historienne « se tient au carrefour de l'histoire et du pamphlet politique, à destination d'un public militant (...) satisfait sans doute de trouver là confirmation tautologique de ses dispositions idéologiques, une représentation simpliste du capitalisme qui s'apparente plus à la caricature (haut de forme et gros cigares) qu'à une réelle analyse, même marxiste ».
Un compte rendu du livre De Munich à Vichy. L’assassinat de la Troisième République 1938-1940 souligne aussi que la « manière d’écrire l’histoire » de l'historienne « pose problème ». Si Annie Lacroix-Riz a « compulsé d’abondants fonds d’archives et une non moins abondante bibliographie » et si elle « apporte parfois d’incontestables éclairages », il n'en reste pas moins que les « documents d’archives (ou plutôt les fragments qui en sont extraits, les citations étant le plus souvent très brèves) sont mobilisés pour une instruction exclusivement à charge, quitte à les prendre pour argent comptant, du moment qu’il s’inscrivent dans les présupposés de l’auteure », ce qui empêche de la suivre dans sa démonstration. 
Toutefois, quelques historiens admettent plus ou moins l'existence de la Synarchie, sans pour autant relier celle-ci à la Cagoule, à l'ensemble du haut patronat et à tous les milieux politiques non-communistes, tandis que le journaliste Jean-Claude Valla décrit la Cagoule comme « un complot contre la République ».

## Engagements politiques
Annie Lacroix-Riz est engagée politiquement au Parti communiste français (PCF) puis au Pôle de renaissance communiste en France (PRCF). Selon les historiens Marc Lazar et Stéphane Courtois « en 2004, des désaccords au sein de la Coordination communiste  entraînent la création du PRCF dirigé par les enseignants Georges Gastaud, Fadi Kassem et Annie Lacroix-Riz ».
En 2005, en tant que débatteur, elle participe à la conférence « Axis for Peace » organisée par le Réseau Voltaire et qualifiée par Conspiracy Watch de « who’s who des auteurs conspirationnistes les plus en vue de l’époque. » Elle intervient par ailleurs dans le cadre d'un documentaire diffusé par le Réseau Voltaire et réalisé par Béatrice Pignède, État de guerre,,,. L’historien et éditeur Jean-Louis Panné relève qu’Annie Lacroix-Riz intervient dans ce documentaire aux côtés de Thierry Meyssan et de Dieudonné et qu’elle annonce le déclenchement d’une guerre contre la Russie par les puissances occidentales dans un délai de deux à trois ans.
Annie Lacroix-Riz participe en octobre 2013 à l'université d'automne de l'Union populaire républicaine (UPR) de François Asselineau,.
En 2019, l'essayiste Thierry Wolton présente l'historienne comme une nostalgique du stalinisme à l'instar d'autres auteurs édités par les éditions Delga, une « figure de proue du négationnisme de gauche dans les milieux universitaires français » dont le « jugement historique est mis au service de ses idées politiques qu'elle exprime par ailleurs au Pôle de renaissance communiste en France ».

## Publications
- Annie Lacroix-Riz, La CGT de la Libération à la scission (1944-1947), Paris, Les Éditions sociales, 1983, 400 p. (ISBN 9782209055302).
- Annie Lacroix-Riz, Le Choix de Marianne : les relations franco-américaines de 1944 à 1948, Paris, Les Éditions Sociales, 1983, rééd. 1985, 222 p. (ISBN 978-2209057900).
- Annie Lacroix-Riz, « Un ministre communiste face à la question des salaires: l'action d'Ambroise Croizat de novembre 1945 à mai 1947 », Le Mouvement social,‎ 1er avril 1983, p. 3 à 44 (JSTOR 3777839, lire en ligne).
- Annie Lacroix-Riz, Les Protectorats d’Afrique du Nord entre la France et Washington du débarquement à l'indépendance 1942-1956, Paris, L'Harmattan, 1988, 262 p..
- Annie Lacroix-Riz, «  Puissance ou dépendance française ? la vision des “décideurs” des affaires étrangères en 1948-49  », dans Robert Frank et René Girault, La puissance française en question 1945-1949, Éditions de la Sorbonne, 1989 (DOI 10.4000/books.psorbonne.50388, lire en ligne), p. 53-76.
- Annie Lacroix-Riz, L'Économie suédoise entre l'Est et l'Ouest 1944-1949 : neutralité et embargo, de la guerre au Pacte Atlantique, L'Harmattan, 1991, 311 p. (présentation en ligne).
- Annie Lacroix-Riz, « Plan Marshall et commerce Est-Ouest : continuités et ruptures (cas français et perspective comparative) 1945-1952 », dans René Girault et Maurice Lévy-Leboyer, Le Plan Marshall et le relèvement économique de l'Europe, Institut de la gestion publique et du développement économique, 1993 (DOI 10.4000/books.igpde.14957, lire en ligne), p. 651-683.
- Annie Lacroix-Riz (édition complétée et révisée, 2010, 720 p), Le Vatican, l'Europe et le Reich de la Première Guerre mondiale à la Guerre Froide (1914-1955), Paris, Armand Colin, coll. « Références Histoire », 1996, 540 p. (présentation en ligne), ouvrage traduit en serbo-croate sous le titre — Vatikan, Evropa i Rajh od Provg Svetskog Rata do Hladnog Rata, Belgrade, Sluzbeni Glasnik, 2006, 647 p. Traduction en serbo-croate,  (ISBN 2200242921 et 978-2200242923).
- Annie Lacroix-Riz, Industrialisation et sociétés (1880-1970). L'Allemagne, Paris, Éditions Ellipses, 1997, 128 p. (ISBN 9782729867478).
- Annie Lacroix-Riz (préf. Jean Ziegler, rééd. 2007 avec une préface de Alexandre Jardin, réédition 2013), Industriels et banquiers français sous l'Occupation : la collaboration économique avec le Reich et Vichy, Paris, Armand Colin, coll. « Références Histoire », 1999, 661 p. (ISBN 9782200251093, présentation en ligne)[154].
- Annie Lacroix-Riz, « Le Vatican et les juifs, de l’antisémitisme des années trente au sauvetage des criminels de guerre  », dans Marie-Danielle Demélas, Militantisme et histoire, Presses universitaires du Midi, 2000 (DOI 10.4000/books.pumi.18947, lire en ligne), p. 293-320.
- Annie Lacroix-Riz, « L’Église de France et la reconstitution de la droite après la Libération 1944-1946  », dans Gilles Richard et Jacqueline Sainclivier, La recomposition des droites, Presses universitaires de Rennes, 2004 (DOI 10.4000/books.pur.16297, lire en ligne), p. 111-124
- Annie Lacroix-Riz, L'Histoire contemporaine sous influence, Paris, Le Temps des cerises, 2004, rééd 2010, 145 p. (ISBN 978-2841094752).
- Annie Lacroix-Riz, Le Choix de la défaite : les élites françaises dans les années 1930, Paris, Armand Colin, 2009, rééd. 2024., 2e éd. (1re éd. 2006), 679 p. (ISBN 978-2-200-35111-3, BNF 41326233).
- Annie Lacroix-Riz, L'Intégration européenne de la France : La tutelle de l'Allemagne et des États-Unis, Paris, Pantin, Le Temps des cerises, 2007, 108 p. (ISBN 978-2841096978, présentation en ligne).
- Annie Lacroix-Riz, De Munich à Vichy : l'assassinat de la Troisième République, 1938-1940, Paris, Armand Colin, 2008, VIII-408 p. (ISBN 978-2-200-35111-3, BNF 41326233, présentation en ligne, lire en ligne).
- Annie Lacroix-Riz, L'Histoire contemporaine toujours sous influence, Pantin, Le Temps des cerises, 2012, 263 p. (ISBN 978-2-84109-954-2, présentation en ligne).
- Annie Lacroix-Riz, Aux origines du carcan européen (1900–1960) : la France sous influence allemande et américaine, Pantin, Delga / Le Temps des cerises, 2014, rééd. 2016, 197 p. (ISBN 978-2-37071-001-7, présentation en ligne).
- Annie Lacroix-Riz, Scissions syndicales, réformisme et impérialismes dominants 1939-1949, Le Temps des cerises, 2015, rééd. augmentée 2020, 250 p. (présentation en ligne)[155].
- Annie Lacroix-Riz, Les Élites françaises entre 1940 et 1944 : de la collaboration avec l'Allemagne à l'alliance américaine, Paris, Armand Colin, 2016, 496 p. (ISBN 2200243030, présentation en ligne).
- Annie Lacroix-Riz, La Non-épuration en France de 1943 aux années cinquante, Paris, Armand Colin, 2019, 672 p. (ISBN 978-2200625146, présentation en ligne).
- Annie Lacroix-Riz, Les Origines du plan Marshall. Le mythe de « l'aide » américaine, Armand Colin, 2023, 576 p. (ISBN 2200634579, présentation en ligne).

## Documentaires
En tant qu'historienne, Annie Lacroix-Riz est sollicitée par la réalisatrice Béatrice Pignède pour participer à plusieurs de ses documentaires, notamment Propagande de guerre, propagande de paix (2004) qui « présente des extraits d’émissions et de journaux télévisés sur les interventions militaires en Irak de 1991 et 2003, et en démonte le traitement médiatique tout en le comparant à d’autres conflits »,. Elle participe également à un documentaire réalisé par Sébastien Tézé et Bertrand Delais, La Centrale (copyright les Films d'un jour : Histoire), 2018, sur Georges Albertini et à d'autres enregistrements vidéo réalisés par Maria Koleva.